# عین باشا
شهر عین باشا (به عربی: عین الباشا) در البلقاء در کشور اردن واقع شده‌است. جمعیت این شهر ۳۷٫۲۲۲ نفر است.